# Horntjärnen (Gräsmarks socken, Värmland)
Horntjärnen är en sjö i Sunne kommun i Värmland och ingår i Göta älvs huvudavrinningsområde.